# Laura Pirovano
Laura Pirovano (ur. 20 listopada 1997 w Trydencie) – włoska narciarka alpejska, złota medalistka mistrzostw świata juniorów.

## Kariera
Po raz pierwszy na arenie międzynarodowej pojawiła się 11 listopada 2013 roku w Sulden, gdzie w zawodach juniorskich zajęła piąte miejsce w gigancie. W 2016 roku wystartowała na mistrzostwach świata juniorów w Soczi, gdzie jej najlepszym wynikiem było dziewiąte miejsce w tej samej konkurencji. Podczas rozgrywanych rok później mistrzostw świata juniorów w Åre zdobyła złoty medal w gigancie. Była tam też między innymi piąta w supergigancie i siódma w superkombinacji. W tej samej konkurencji zdobyła też srebrny medal na zimowym olimpijskim festiwalu młodzieży Europy w Malbun w 2015 roku.
W zawodach Pucharu Świata zadebiutowała 28 grudnia 2015 roku w Lienzu, gdzie nie zakwalifikowała się do pierwszego przejazdu giganta. Pierwsze pucharowe punkty zdobyła 19 marca 2017 roku w Aspen, zajmując 23. miejsce w tej samej konkurencji.

## Osiągnięcia

### Mistrzostwa świata
| Miejsce | Dzień     | Rok  | Miejscowość        | Konkurencja          | Czas biegu | Strata | Zwyciężczyni                        |
| ------- | --------- | ---- | ------------------ | -------------------- | ---------- | ------ | ----------------------------------- |
| 12.     | 13 lutego | 2021 | Cortina d’Ampezzo  | Zjazd                | 1:34,27    | +1,17  | Corinne Suter                       |
| DNQ     | 16 lutego | 2021 | Cortina d’Ampezzo  | Gigant równoległy    | -          | -      | Marta Bassino Katharina Liensberger |
| 8.      | 17 lutego | 2021 | Cortina d’Ampezzo  | Zawody drużynowe     | -          | -      | Norwegia                            |
| 26.     | 18 lutego | 2021 | Cortina d’Ampezzo  | Gigant               | 2:30,66    | +6,51  | Lara Gut-Behrami                    |
| 14.     | 11 lutego | 2023 | Courchevel/Méribel | Zjazd                | 1:28,03    | +1,06  | Jasmine Flury                       |
| 18.     | 6 lutego  | 2025 | Saalbach           | Supergigant          | 1:20,47    | +1,72  | Stephanie Venier                    |
| 13.     | 6 lutego  | 2025 | Saalbach           | Zjazd                | 1:41,29    | +1,69  | Breezy Johnson                      |
| DNF2    | 11 lutego | 2025 | Saalbach           | Kombinacja drużynowa | 2:40,89    | -      | Stany Zjednoczone 1                 |

### Mistrzostwa świata juniorów
| Miejsce | Dzień     | Rok  | Miejscowość | Konkurencja     | Czas biegu | Strata | Zwyciężczyni       |
| ------- | --------- | ---- | ----------- | --------------- | ---------- | ------ | ------------------ |
| 11.     | 27 lutego | 2016 | Soczi       | Zjazd           | 1:13,95    | +0,99  | Valérie Grenier    |
| 15.     | 29 lutego | 2016 | Soczi       | Supergigant     | 1:10,48    | +1,87  | Nina Ortlieb       |
| DNF2    | 1 marca   | 2016 | Soczi       | Superkombinacja | 1:59,32    | -      | Aline Danioth      |
| 9.      | 2 marca   | 2016 | Soczi       | Gigant          | 2:12,39    | +1,80  | Jasmina Suter      |
| 18.     | 8 marca   | 2017 | Åre         | Zjazd           | 1:25,27    | +1,90  | Alice Merryweather |
| 5.      | 9 marca   | 2017 | Åre         | Supergigant     | 1:15,10    | +1,75  | Nadine Fest        |
| 7.      | 10 marca  | 2017 | Åre         | Superkombinacja | 2:09,05    | +2,40  | Nadine Fest        |
| 1.      | 12 marca  | 2017 | Åre         | Gigant          | 1:58,38    | -      | -                  |

### Puchar Świata

#### Miejsca w klasyfikacji generalnej
- sezon 2015/2016: -
- sezon 2016/2017: -
- sezon 2017/2018: 114.
- sezon 2018/2019: -
- sezon 2019/2020: 40.
- sezon 2020/2021: 22.
- sezon 2022/2023: 42.
- sezon 2023/2024: 27.
- sezon 2024/2025: 19.

#### Miejsca na podium w zawodach
Pirovano nie stawała na podium zawodów PŚ.